# Ковалёв, Степан Маркович
Степан Маркович Ковалёв (1920—1944) — майор Рабоче-крестьянской Красной Армии, участник Великой Отечественной войны, Герой Советского Союза (1944).

## Биография
Степан Ковалёв родился в 1920 году в деревне Фролы (ныне — Смоленский район, Смоленская область). После окончания Смоленского кооперативного техникума работал по специальности. В 1940 году Ковалёв был призван на службу в Рабоче-крестьянскую Красную Армию. В 1941 году он окончил Ленинградское артиллерийское училище. С октября того же года — на фронтах Великой Отечественной войны. К июлю 1944 года майор Степан Ковалёв командовал дивизионом 890-го артиллерийского полка 330-й стрелковой дивизии 50-й армии 2-го Белорусского фронта. Отличился во время освобождения Минской области Белорусской ССР.
8 июля 1944 года у деревни Самохваловичи Минского района дивизион Ковалёва отразил контратаку двух пехотных полков противника, пытавшихся прорваться из Минского котла, нанеся им большие потери. Во время второй контратаки, когда противник вплотную приблизился к орудиям, Ковалёв поднял артиллеристов в атаку. Контратака была отбита, но в том бою Ковалёв погиб. Похоронен в Самохваловичах.

## Награды и звания
Указом Президиума Верховного Совета СССР от 18 ноября 1944 года за «образцовое выполнение боевых заданий командования на фронте борьбы с немецкими захватчиками и проявленные при этом мужество и героизм» майор Степан Ковалёв посмертно был удостоен высокого звания Героя Советского Союза. Также был награждён орденами Ленина, Александра Невского и Красной Звезды.

## Память
В честь Ковалёва установлена стела и названа улица в агрогородке Самохваловичи.